# Notepad++
Notepad++ est un éditeur de texte libre générique, fonctionnant sous Windows, codé en C++, qui intègre la coloration syntaxique de code source pour les langages et fichiers C, C++, Java, C#, XML, HTML, PHP, JavaScript, makefile, art ASCII, doxygen, .bat, MS fichier ini, ASP, Visual Basic/VBScript, SQL, Objective-C, CSS, Pascal, Perl, Python, R, MATLAB, Lua, TCL, Assembleur, Ruby, Lisp, Scheme, Properties, Diff, Smalltalk, PostScript et VHDL ainsi que pour tout autre langage informatique, car ce logiciel propose la possibilité de créer ses propres colorations syntaxiques pour un langage quelconque.

Ancien logo.

Ce logiciel, fondé sur la composante Scintilla, a pour but de fournir un éditeur léger (aussi bien au niveau de la taille du code compilé que des ressources occupées durant l’exécution) et efficace. Il est également une alternative au bloc-notes de Windows (d’où le nom). Le projet est sous licence GPL version 2.
Il ne bloque pas le fichier en cours d'édition et détecte toute modification apportée à celui-ci par un autre programme (il propose de le recharger).
Il est WYSIWYG pour la plupart des langages interprétés (comme HTML et CSS) avec ou sans actualisation de la part de l'utilisateur (grâce aux macros, ou aux extensions).
Plusieurs versions du logiciel traduisent une prise de position politique, tels que les éditions Je suis Charlie, Gilet Jaune, Free Uyghur, Pour Samuel Paty.

## Démocratisation
Le succès de Notepad++ provient de la combinaison de facteurs, qui certes, n'étaient pas nouveaux, mais qui étaient peu présents dans une même solution gratuite :
- la gratuité (et dans une moindre mesure, sa licence) ;
- la coloration syntaxique ;
- une simplicité/ergonomie suffisante pour les débutants sur des langages de programmation ;
- des capacités de mise en forme pertinentes dans le milieu de la programmation (ex. : indentation (tabulation) par sélection plutôt que par ligne, mise en CAPITALE/minuscule d'une sélection, repli des lignes de code…) ;
- gestion et indication précises des encodages (charset), notamment les problèmes que peuvent générer la présence de BOM sur la gestion de fichier UTF-8 sur le web (ex. : le BOM avec les entêtes HTTP en CSS) ;
- une autocomplétion (rustique) ;
- une gestion de la recherche de chaînes de caractères avancée ;
- une bonne visibilité du « manuel d'utilisation » ;
- l’appui sur un système d'extension (sous forme de greffons — ou plugins) pour les fonctionnalités souhaitées manquantes.

En France, depuis mai 2020, il est intégré au socle interministériel de logiciels libres et est recommandé, par la Dinum.

## Extensions
Plusieurs fonctionnalités peuvent être ajoutées grâce aux macros et plugins dont une liste est accessible sur leur site officiel. Une macro est un enregistrement d'une suite d'actions préalablement établies qu'il suffit d'exécuter pour que toutes celles-ci s'effectuent automatiquement. Les extensions permettent d'ajouter de nouvelles fonctionnalités tandis que les plugins quant à eux, sont des programmes permettant d'étendre des fonctionnalités du logiciel très souvent déjà installées. Les plus importantes de Notepad++ sont la conversion binaire et l'autocomplétion.
Le menu Compléments permet d'augmenter le nombre de fonctionnalités : 
- XML Tools, ajoute une coloration syntaxique et des options de formatage pour les fichiers .xml.

## Prises de position
Plusieurs versions du logiciel traduisent une prise de position politique, tels que les éditions Je suis Charlie (version 6.7.4), Gilet Jaune (version 7.6.2) et Free Uyghur (versions 7.8.1 et 7.8.2).
La version 7.6.2 de janvier 2019 a été surnommée « édition Gilet Jaune » (« Mettre un gilet jaune au caméléon ne cautionne pas les actions violentes durant les manifestations, mais souligne l'injustice sociale actuelle présente dans le monde entier : 1 % des plus riches ont accaparé 82 % des richesses. Notre gouvernement est toujours au service du 1 % des plus riches. L'indignation est ce qu'il nous reste. »).
La version 7.8.1 d'octobre 2019, baptisée Free Uyghur a causé une levée de protestations de la part d'utilisateurs, notamment pro-chinois, qui ont déploré cette prise de position, et empêché la distribution du logiciel en menant une attaque par déni de service sur le site officiel. Depuis août 2020, le site est inaccessible depuis la Chine.
Le 2 novembre 2020, la version 7.9.1 du logiciel rend hommage au professeur Samuel Paty, assassiné en France par un terroriste islamiste.
Pour la version 8.7.8 du 8 mars 2025, le logiciel est baptisé "We are with Ukraine".

## Notepadqq: clone pour Linux
Notepad++ fonctionnant uniquement sous Windows, d’autres développeurs ont créé Notepadqq, un projet libre qui se présente comme un clone (en devenir) de Notepad++ mais uniquement pour Linux.

## Historique des versions
Parmi les versions du logiciel, on peut citer, entre "N++ Thong" (18-03-2007) et "Notepad++ v8.5.6 release" (15-08-2023).